# Heliamphora parva
Heliamphora parva är en flugtrumpetväxtart som först beskrevs av Bassett Maguire, och fick sitt nu gällande namn av S.Mcpherson, A.Fleischm., Wistuba och Nerz. Heliamphora parva ingår i släktet Heliamphora och familjen flugtrumpetväxter. Inga underarter finns listade i Catalogue of Life.

## Bildgalleri